# ჯ
J̌ani (asomtavruli Ⴟ, nuskhuri ⴟ, mkhedruli ჯ) es la letra número 36 de las tres escrituras georgianas.
En el sistema de numeración georgiano tiene un valor de 8000.
Jani representa habitualmente el africada postalveolar sonora /dʒ/ como la pronunciación en inglés de j en "jump".

## Letra

Escritura simplificada

La escritura canónica en mjedruli de jani parece una equis latina con un gancho en su pata inferior izquierda, sin embargo aparece a menudo con una forma simplificada diferente que se parece a una k'ani (კ) con una barra transversal horizontal.
| asomtavruli | nuskhuri | mkhedruli |
| ----------- | -------- | --------- |
|             |          |           |

## Codificación digital
| asomtavruli | nuskhuri | mkhedruli |
| ----------- | -------- | --------- |
| U + 10BF    | U + 2D1F | U + 10EF  |

## Braille
| mkhedruli |
| --------- |
|           |